# Model Deal–Grove

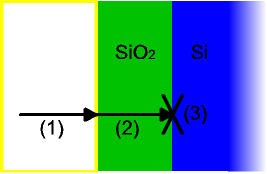
Diagrama amb les 3 fases.

El model Deal-Grove descriu matemàticament el creixement d'una capa d'òxid a la superfície d'un material. En particular, s'utilitza per a predir i interpretar l'oxidació tèrmica del silici en la fabricació de dispositius semiconductors. El model va ser publicat per primera vegada l'any 1965 per Bruce Deal i Andrew Grove de Fairchild Semiconductor, basant-se en el treball de Mohamed M. Atalla sobre la passivació de superfícies de silici per oxidació tèrmica als laboratoris Bell a finals dels anys 50. Això va servir com un pas en el desenvolupament de dispositius CMOS i la fabricació de circuits integrats.
El model suposa que la reacció d'oxidació es produeix a la interfície entre la capa d'òxid i el material del substrat, més que entre l'òxid i el gas ambient. Així doncs, considera tres fenòmens que pateix l'espècie oxidant, en aquest ordre:
1. Es difon des de la major part del gas ambiental fins a la superfície.
2. Es difon a través de la capa d'òxid existent fins a la interfície òxid-substrat.
3. Reacciona amb el substrat.

El model suposa que cadascuna d'aquestes etapes transcorre a una velocitat proporcional a la concentració de l'oxidant. En el primer pas, això significa la llei d'Henry ; en el segon, la llei de difusió de Fick ; en el tercer, una reacció de primer ordre respecte a l'oxidant. També assumeix condicions d'estat estacionari, és a dir, que no apareixen efectes transitoris.